# Jean Militis
Jean Miltis (Sainte-Marie-sur-Semois, 15 januari 1922 - Aarlen, 17 september 2006) was een Belgisch militair en volksvertegenwoordiger.

## Levensloop
Militis volbracht middelbare studies aan het Collège Saint-Joseph in Virton. Omwille van de armoede van zijn ouders, werkte hij als houthakker om zijn studies te betalen.
Hij werd gemobiliseerd in 1940. Na de Achttiendaagse Veldtocht trad hij toe tot het Verzet, bij de inlichtingsdiensten. In 1944 werd hij ingelijfd in een Amerikaanse eenheid, waarmee hij Duitsland introk.
In 1946 trouwde hij met Maggy Dumont (overleden in 1970) en ze kregen twee kinderen. Hij hertrouwde in 1979 met Brigitte De Schepper en ze kregen opnieuw twee kinderen.
Van 1946 tot 1965 doorliep hij een carrière bij de Belgische paracommando's, zo diende hij van 1951 tot 1953 in het Belgisch Koreabataljon tijdens de oorlog in dit land. Hij diende vervolgens in 1960 in Congo en in 1961 in Rwanda. Tot majoor bevorderd en vervolgens tot kolonel, eindigde hij zijn militaire loopbaan als commandant van het opleidingscentrum van de para's in Marche-les-Dames. Gedurende jaren deed het gerucht de ronde dat hij in 1973-1974 had meegewerkt aan de voorbereiding van een staatsgreep. Nooit zijn hiervoor echter bewijzen gevonden. In 1980-81 deed de senaatscommissie Wijninckx op zijn expertise beroep tijdens haar onderzoek naar privémilities.
Hij was eveneens kabinetsattaché van verschillende ministers: van 1966 tot 1968 van minister van Defensie Charles Poswick, van 1972 tot 1974 van minister van Defensie Paul Vanden Boeynants en van 1974 tot 1977 van minister van Binnenlandse Zaken Joseph Michel.
In 1977 verliet hij het leger en stapte in de politiek, in het kielzog van Joseph Michel en dus bij de PSC. Hij stelde zich kandidaat voor de provinciale verkiezingen en behaalde een opmerkelijk aantal stemmen. Dit veroorzaakte disputen binnen de partij en Militis liet zich door Jean Gol overtuigen om naar de PRL over te stappen. In 1981 was hij kandidaat bij de wetgevende verkiezingen en behaalde een zetel in de Kamer van volksvertegenwoordigers ten nadele van de PSC. Hij vervulde dit mandaat tot in 1985. In het federaal parlement interesseerde zich voornamelijk voor militaire kwesties.
Hij zetelde vanuit zijn parlementair mandaat ook in de Waalse Gewestraad en de Raad van de Franse Gemeenschap.
Het boterde weldra niet meer met de leiding van de PRL en hij stelde zich niet meer opnieuw kandidaat in 1985. Hij besteedde voortaan zijn tijd aan het geven van voordrachten en het schrijven van boeken.

## Publicaties
- La peur apprivoisée, roman, Virton, 1986.
- La Piste du risque: commando parachutiste, roman, Virton, 1991, waren zijn herinneringen aan zijn jaren bij de paracommando's.
- La forme après cinquante ans, essai, Éd. Michel Frères, Virton, 1989.
- Parachutages et services secrets, Éd. Michel Frères, Virton, 2001.